# Faction indépendante de l'Akhdut HaAvoda
La Faction indépendante de l'Akhdut HaAvoda (hébreu : סיעה בלתי תלויה באחדות העבודה, Sia Bilti Talouya BeAhdut HaAvoda) était un parti politique israélien éphémère.

## Histoire
Le parti a été créé le 20 janvier 1953 (lors de la deuxième session de la Knesset) par scission du Mapam à la suite des procès de Prague.  Ces procès-spectacles dans lesquels la plupart des dirigeants juifs  du Parti communiste tchécoslovaque furent purgés, impliquèrent faussement l'envoyé du Mapam à Prague, Mordechai Oren, comme participant à une conspiration sioniste. Ce fait, ainsi que le discours secret de Nikita Khrouchtchev lors du XXe congrès du Parti communiste d'Union soviétique, conduisirent le Mapam à abandonner certaines de ses positions les plus radicales à gauche, et à se rapprocher de la social-démocratie.
Mécontents de cette évolution, plusieurs représentants à la Knesset du Mapam quittèrent le parti : Moshe Aram, Yisrael Bar-Yehuda, Yitzhak Ben-Aharon et Aharon Zisling recréèrent l'Akhdut HaAvoda Poale Zion, en recréant l'ancien parti qui avait fusionné au sein du Mapam. Cependant, Hannah Lamdan et David Livschitz qui ne voulaient pas rejoindre la nouvelle mouture de l'Akhdut HaAvoda créèrent la Faction indépendante de l'Akhdut HaAvoda.
Le parti cessa d'exister le 13 janvier 1954 lorsque ses deux fondateurs rejoignirent le Mapaï.